# Mónaco en los Juegos Olímpicos de Albertville 1992
Mónaco estuvo representado en los Juegos Olímpicos de Albertville 1992 por cinco deportistas masculinos que compitieron en bobsleigh.
El portador de la bandera en la ceremonia de apertura fue el piloto de bobsleigh Albert Grimaldi. El equipo olímpico monegasco no obtuvo ninguna medalla en estos Juegos.